# Palmarès del Club de Fútbol Pachuca
Il Club de Fútbol Pachuca, più semplicemente Pachuca, è una società calcistica di Pachuca, in Messico.
Dal 1998 milita ininterrottamente nella Primera División messicana. Da allora è uno dei club di maggiore successo nel panorama nazionale, avendo conquistato 7 campionati nazionali, 6 Coppe dei Campioni CONCACAF/Champions League/CONCACAF Champions Cup (2002, 2007, 2008, 2010, 2017 e 2024) una Challenger Cup (2024), un Derby delle Americhe (2024) e una Coppa Sudamericana (2006), torneo quest'ultimo di cui il Pachuca è stato il primo, e finora unico, vincitore non affiliato alla CONMEBOL. Il club vanta inoltre un successo nella SuperLiga nordamericana (2007).

## Competizioni regionali
- Copa Pachuca: 3

2000, 2004, 2009

## Competizioni nazionali
- Primera División de México: 7

Invierno 1999, Invierno 2001, Apertura 2003, Clausura 2006, Clausura 2007, Clausura 2016, Apertura 2022
- Coppa del Messico: 2

1907-1908, 1911-1912
- Primera División A: 2

1995-1996, Invierno 1997

## Competizioni internazionali
- CONCACAF Champions' Cup/Champions League: 6

2002, 2007, 2008, 2009-2010, 2016-2017, 2024
- Coppa Sudamericana: 1

2006
- Challenger Cup: 1

2024
- Derby delle Americhe: 1

2024

## Altri trofei
- SuperLiga nordamericana: 1

2007

## Trofei amichevoli
- Carlsberg Cup: 1

2008
- Copa Amistad: 1

2008

## Altri piazzamenti
- Campionato messicano:

Secondo posto: Verano 2001, Clausura 2009, Clausura 2014, Apertura 2016
- Copa México:

Finalista: 1917-1918, 1920-1921, Apertura 2017
- Supercoppa del Messico:

Finalista: 2004, 2006, 2016, 2023
- InterLiga:

Finalista: 2009
- CONCACAF Champions' Cup:

Semifinalista: 2000
- Recopa Sudamericana:

Finalista: 2007
- SuperLiga nordamericana:

Semifinalista: 2008
- Coppa del mondo per club FIFA:

Terzo posto: 2017
Quarto posto: 2008
- Coppa Intercontinentale FIFA:

Finalista: 2024